# Ким Бо Гён
Ким Бо Гён (кор. 김보경?, 金甫炅?; 6 октября 1989, Чхильгок, Республика Корея) — южнокорейский футболист, полузащитник клуба «Сувон Самсунг Блюуингз». Выступал в составе сборной Южной Кореи. Бронзовый призёр Кубка Азии 2011 года и Олимпийских игр 2012 года.

## Карьера

### Клубная
С 2008 по 2009 год занимался футболом в команде сеульского университета «Хонъик». Профессиональную карьеру начал в 2010 году в японском клубе «Сересо Осака», за который, однако, не сыграл ни одного матча и был сразу отдан в аренду в клуб «Оита Тринита», в составе которого дебютировал во Втором дивизионе чемпионата Японии 7 марта в выездном матче против клуба «Касива Рейсол», в той встрече забил и свой первый гол, однако его команда в итоге уступила со счётом 1:2.

### В сборной
С 2007 по 2009 год выступал за молодёжную сборную Южной Кореи (до 20 лет), провёл 21 матч, забил 6 голов, в том числе сыграл 4 встречи и забил 2 мяча в матчах финального турнира чемпионата мира среди молодёжных команд 2009 года. С 2009 года играет за сборную Южной Кореи до 23 лет.
В составе главной национальной сборной Южной Кореи дебютировал 9 января 2010 года в товарищеском матче со сборной Замбии. В том же году Ким был включён в заявку команды на финальный турнир чемпионата мира в ЮАР, где, однако, не сыграл ни разу.